# Giải bóng đá Vô địch U-19 Quốc gia 2024
Giải bóng đá Vô địch U-19 Quốc gia 2024 là mùa giải thứ 19 của Giải bóng đá Vô địch U-19 Quốc gia do Liên đoàn bóng đá Việt Nam (VFF) tổ chức. Mùa giải này diễn ra theo hai giai đoạn, vòng loại đã diễn ra từ ngày 7 đến ngày 29 tháng 1 năm 2024. Vòng chung kết của giải, gồm 12 đội bóng, được tổ chức tại Bình Dương từ ngày 21 tháng 2 đến ngày 5 tháng 3 năm 2024. Kể từ giải đấu lần này, báo Thanh Niên đã rút lui khỏi việc đồng tổ chức giải.
Câu lạc bộ Hà Nội đã giành được chức vô địch thứ 7 sau khi đánh bại Thể Công – Viettel trên loạt đá luân lưu với tỷ số 4–2 trong trận chung kết (hai đội hòa nhau 0–0 trong hai hiệp chính).

## Vòng loại
Vòng loại diễn ra từ ngày 7 đến ngày 29 tháng 1 năm 2024, với bảy bảng đấu chia theo khu vực địa lý. Các đội bóng ở mỗi bảng thi đấu vòng tròn hai lượt tính điểm, chọn 7 đội nhất bảng và 5 đội nhì bảng có thành tích tốt nhất lọt vào vòng chung kết. Trong trường hợp đội chủ nhà vòng chung kết không nằm trong số 12 đội này, sẽ chỉ có 4 đội xếp thứ nhì được dự vòng chung kết.

### Các đội vượt qua vòng loại
| Câu lạc bộ               | Tư cách vượt qua vòng loại      | Ngày vượt qua vòng loại |
| ------------------------ | ------------------------------- | ----------------------- |
| Becamex Bình Dương       | Chủ nhà/Nhất bảng F             | 16 tháng 1 năm 2024     |
| LPBank Hoàng Anh Gia Lai | Nhất bảng D                     | 22 tháng 1 năm 2024     |
| PVF                      | Nhất bảng B                     | 27 tháng 1 năm 2024     |
| Sông Lam Nghệ An         | Nhất bảng C                     | 29 tháng 1 năm 2024     |
| Đông Á Thanh Hóa         | Nhì bảng B/Nhì bảng tốt thứ hai | 29 tháng 1 năm 2024     |
| Thể Công – Viettel       | Nhất bảng A                     | 29 tháng 1 năm 2024     |
| Hà Nội                   | Nhì bảng A/Nhì bảng tốt nhất    | 29 tháng 1 năm 2024     |
| Khánh Hòa                | Nhì bảng D/Nhì bảng tốt thứ tư  | 29 tháng 1 năm 2024     |
| Huế                      | Nhì bảng C/Nhì bảng tốt thứ ba  | 29 tháng 1 năm 2024     |
| Phú Yên                  | Nhất bảng E                     | 29 tháng 1 năm 2024     |
| Bình Phước               | Nhì bảng E/Nhì bảng tốt thứ năm | 29 tháng 1 năm 2024     |
| Đồng Tháp                | Nhất bảng G                     | 29 tháng 1 năm 2024     |

## Địa điểm
Thủ Dầu Một, Bình Dương là địa điểm được lựa chọn để tổ chức Giải bóng đá Vô địch U-19 Quốc gia 2024. Sân vận động chính diễn ra các trận đấu của vòng chung kết là sân vận động Gò Đậu, cùng với hai sân phụ B và C nằm ở ngay phía sau khán đài B của sân vận động chính.

## Đội hình
Các cầu thủ sinh từ ngày 1 tháng 1 năm 2005 đến ngày 31 tháng 12 năm 2008 có đủ điều kiện để tham dự giải đấu. Mỗi đội phải đăng ký một đội hình tối thiểu 18 cầu thủ và tối đa 30 cầu thủ. Trong đó, danh sách phải có tối thiểu 2 thủ môn và tối đa 1 cầu thủ nước ngoài gốc Việt Nam (Quy định mục 7.1).

## Bốc thăm
Lễ bốc thăm chia bảng và xếp lịch thi đấu diễn ra vào lúc 15:00 ngày 19 tháng 2 năm 2024 tại sân vận động Bình Dương, thành phố Thủ Dầu Một, tỉnh Bình Dương.

### Nguyên tắc bốc thăm
1. Đội chủ nhà Becamex Bình Dương mang mã số A1, thi đấu trận khai mạc;
2. Các đội đứng đầu vòng loại được phân đều vào các nhóm tại vòng chung kết;
3. Các đội cùng bảng ở vòng loại không được xếp cùng nhóm ở vòng chung kết.[5]

### Thứ tự bốc thăm
1. Đội chủ nhà Becamex Bình Dương mang mã số A1;
2. Bốc thăm cho 6 đội Thể Công – Viettel, PVF, Sông Lam Nghệ An, LPBank Hoàng Anh Gia Lai, Phú Yên, Đồng Tháp vào các bảng A, B, C gồm 5 lá thăm: 1 bảng A, 2 bảng B, 2 bảng C (đảm bảo nguyên tắc 2).
3. Bốc thăm cho đội còn lại trong nhóm 6 đội xếp thứ nhất tại vòng loại đã bốc thăm vào bảng A hoặc B hoặc C (đảm bảo nguyên tắc 2).
4. Bốc thăm và/hoặc xếp lần lượt cho các đội còn lại vào các bảng A, B, C (đảm bảo nguyên tắc 3).

### Kết quả bốc thăm
(H): Chủ nhà
| VT | Đội                    |
| -- | ---------------------- |
| A1 | Becamex Bình Dương (H) |
| A2 | Đồng Tháp              |
| A3 | PVF                    |
| A4 | Huế                    |

| VT | Đội                      |
| -- | ------------------------ |
| B1 | Hà Nội                   |
| B2 | LPBank Hoàng Anh Gia Lai |
| B3 | Phú Yên                  |
| B4 | Đông Á Thanh Hóa         |

| VT | Đội                |
| -- | ------------------ |
| C1 | Bình Phước         |
| C2 | Sông Lam Nghệ An   |
| C3 | Thể Công – Viettel |
| C4 | Khánh Hòa          |

## Vòng bảng
Các tiêu chí
Các đội được xếp hạng theo điểm (3 điểm cho 1 trận thắng, 1 điểm cho 1 trận hòa, 0 điểm cho 1 trận thua), và nếu bằng điểm, các tiêu chí sau đây được áp dụng theo thứ tự, để xác định thứ hạng:
1. Điểm trong các trận đối đầu trực tiếp giữa các đội bằng điểm;
2. Hiệu số bàn thắng thua trong các trận đối đầu trực tiếp giữa các đội bằng điểm;
3. Số bàn thắng ghi được trong các trận đối đầu trực tiếp giữa các đội bằng điểm;
4. Nếu có nhiều hơn hai đội bằng điểm, và sau khi áp dụng tất cả các tiêu chí đối đầu ở trên, một nhóm nhỏ các đội vẫn còn bằng điểm nhau, tất cả các tiêu chí đối đầu ở trên được áp dụng lại cho riêng nhóm này;
5. Hiệu số bàn thắng thua trong tất cả các trận đấu bảng;
6. Số bàn thắng ghi được trong tất cả các trận đấu bảng;
7. Sút luân lưu nếu chỉ có hai đội bằng điểm và họ gặp nhau trong trận cuối cùng của bảng;
8. Điểm thẻ phạt (thẻ vàng = –1 điểm, thẻ đỏ gián tiếp (2 thẻ vàng) = –3 điểm, thẻ đỏ trực tiếp = –3 điểm, thẻ vàng và thẻ đỏ trực tiếp = –4 điểm);
9. Bốc thăm.

### Bảng A
| VT | Đội                    | ST | T | H | B | BT | BB | HS | Đ | Giành quyền tham dự     |
| -- | ---------------------- | -- | - | - | - | -- | -- | -- | - | ----------------------- |
| 1  | PVF                    | 3  | 2 | 1 | 0 | 6  | 3  | +3 | 7 | Vòng đấu loại trực tiếp |
| 2  | Huế                    | 3  | 2 | 0 | 1 | 6  | 2  | +4 | 6 | Vòng đấu loại trực tiếp |
| 3  | Becamex Bình Dương (H) | 3  | 1 | 1 | 1 | 3  | 3  | 0  | 4 | Vòng đấu loại trực tiếp |
| 4  | Đồng Tháp              | 3  | 0 | 0 | 3 | 2  | 9  | −7 | 0 |                         |

| Becamex Bình Dương                                                     | 1–0                                       | Đồng Tháp                                            |
| ---------------------------------------------------------------------- | ----------------------------------------- | ---------------------------------------------------- |
| - Đỗ Minh Thuận 45' 77' - Nguyễn Đức Thành 78' - Nguyễn Đăng Dương 90' | Chi tiết FPT Play & VFF Channel (Youtube) | - Lại Văn Chí Kiệt 66' - Thạch Nguyễn Hoàng Hùng 77' |

| PVF                                          | 1–0      | Huế                                             |
| -------------------------------------------- | -------- | ----------------------------------------------- |
| - Nguyễn Văn Bách 65' - Nguyễn Quốc Toản 75' | Chi tiết | - Lê Văn Trương (TL HLV) 46' - Dương Anh Vũ 69' |

| Đồng Tháp                                          | 1–3      | PVF                                                                                    |
| -------------------------------------------------- | -------- | -------------------------------------------------------------------------------------- |
| - Thạch Nguyễn Hoàng Hùng 11' - Lê Huỳnh Triệu 50' | Chi tiết | - Lê Thắng Long 29' - Khúc Trung Hiếu 37' - Nguyễn Hoàng Anh 45' - Nguyễn Văn Bách 79' |

| Huế | 1–0      | Becamex Bình Dương                              |
| --- | -------- | ----------------------------------------------- |
| - Dương Anh Vũ 5' - Dương Công Quốc (HLV) 58' - Hoàng Quang Dũng 72' - Trần Văn Đông 90+1' - Nguyễn Phúc Nguyên 90+2' - Phạm Ngọc Thành Thảo 89' 90+5' | Chi tiết | - Nguyễn Ngọc Chiến 50' - Nguyễn Gia Đoàn 90+3' |

| Becamex Bình Dương                                                    | 2–2      | PVF |
| --------------------------------------------------------------------- | -------- | --- |
| - Lương Gia Thành 25' - Đỗ Minh Thuận 41' 79' - Hà Lê Thành Trung 89' | Chi tiết | - Đoàn Huy Long 3' - Mai Trần Nhật Minh 45' - Đào Quang Anh 48' 90+1' - Trần Gia Huy 50' - Bùi Duy Đăng 54' - Nguyễn Mạnh Cường (TĐ) 90+1' |

| Đồng Tháp                                                     | 1–5      | Huế                                                                          |
| ------------------------------------------------------------- | -------- | ---------------------------------------------------------------------------- |
| - Nguyễn Hoàng Tâm 12' - Bùi Quốc Duy 34' - Đoàn Quốc Huy 90' | Chi tiết | - Nguyễn Đăng Khoa 6', 45+3', 55' - Lê Văn Tú 79' - Nguyễn Hữu Nhật Long 85' |

### Bảng B
| VT | Đội                      | ST | T | H | B | BT | BB | HS | Đ | Giành quyền tham dự     |
| -- | ------------------------ | -- | - | - | - | -- | -- | -- | - | ----------------------- |
| 1  | Hà Nội                   | 3  | 2 | 1 | 0 | 4  | 1  | +3 | 7 | Vòng đấu loại trực tiếp |
| 2  | LPBank Hoàng Anh Gia Lai | 3  | 1 | 2 | 0 | 4  | 1  | +3 | 5 | Vòng đấu loại trực tiếp |
| 3  | Đông Á Thanh Hóa         | 3  | 1 | 1 | 1 | 2  | 1  | +1 | 4 | Vòng đấu loại trực tiếp |
| 4  | Phú Yên                  | 3  | 0 | 0 | 3 | 0  | 7  | −7 | 0 |                         |

| Hà Nội                                                                             | 1–1      | LPBank Hoàng Anh Gia Lai                                     |
| ---------------------------------------------------------------------------------- | -------- | ------------------------------------------------------------ |
| - Dương Đình Nguyên 18' - Đặng Tuấn Minh 50' - Lê Trí Phong 40' - Đỗ Minh Quân 87' | Chi tiết | - Đinh Thế Chung 16' - Cao Văn Lai 26' - Nguyễn Minh Tâm 87' |

| Phú Yên                                    | 0–2      | Đông Á Thanh Hóa                                                                       |
| ------------------------------------------ | -------- | -------------------------------------------------------------------------------------- |
| - Trần Ngọc Tuyển 12' - Huỳnh Văn Mạnh 37' | Chi tiết | - Lê Quang Vinh 75' - Nguyễn Trọng Đại Nghĩa 79' - Lê Văn Hoàn 87' - TA (TL HLV) 90+3' |

| LPBank Hoàng Anh Gia Lai                                              | 3–0      | Phú Yên               |
| --------------------------------------------------------------------- | -------- | --------------------- |
| - Nguyễn Huy Hoàng 26' - Trần Gia Bảo 75', 90+2' - Nguyễn Bảo Đức 89' | Chi tiết | - Nguyễn Nhất Tín 17' |

| Đông Á Thanh Hóa                                                            | 0–1      | Hà Nội                                                                                  |
| --------------------------------------------------------------------------- | -------- | --------------------------------------------------------------------------------------- |
| - Hà Duy Khánh 54' - Lê Ngọc Đông 64' - Lê Quang Vinh 76' - Hà Văn Kiệt 88' | Chi tiết | - Lê Trí Phong 23' - Đoàn Phú Quý 27' 56' - Dương Danh Nguyên 82' - Nguyễn Anh Tiệp 90' |

| LPBank Hoàng Anh Gia Lai                                       | 0–0      | Đông Á Thanh Hóa                                               |
| -------------------------------------------------------------- | -------- | -------------------------------------------------------------- |
| - Hồ Hải Long 37' - Trần Gia Bảo 76' - Lê Thanh An (TLHLV) 76' | Chi tiết | - Lê Quang Vinh 24' - Nguyễn Văn Nguyên 47' - Vũ Huy Hoàng 85' |

| Hà Nội                                                            | 2–0      | Phú Yên              |
| ----------------------------------------------------------------- | -------- | -------------------- |
| - Nguyễn Hữu Hoàng 41' - Đỗ Thành Đạt 65' - Nguyễn Quốc Khánh 72' | Chi tiết | - Nguyễn Hữu Sơn 64' |

### Bảng C
| VT | Đội                | ST | T | H | B | BT | BB | HS | Đ | Giành quyền tham dự     |
| -- | ------------------ | -- | - | - | - | -- | -- | -- | - | ----------------------- |
| 1  | Thể Công – Viettel | 3  | 3 | 0 | 0 | 8  | 0  | +8 | 9 | Vòng đấu loại trực tiếp |
| 2  | Sông Lam Nghệ An   | 3  | 2 | 0 | 1 | 5  | 1  | +4 | 6 | Vòng đấu loại trực tiếp |
| 3  | Khánh Hòa          | 3  | 1 | 0 | 2 | 2  | 5  | −3 | 3 |                         |
| 4  | Bình Phước         | 3  | 0 | 0 | 3 | 1  | 10 | −9 | 0 |                         |

| Bình Phước                                   | 0–3      | Sông Lam Nghệ An |
| -------------------------------------------- | -------- | --- |
| - Nguyễn Đức Long 27' - Trần Phan Anh Tú 89' | Chi tiết | - Nguyễn Văn Tâm 27' - Nguyễn Trọng Sơn 38' - Lê Đình Long Vũ 45+3' (ph.đ.) 57' - Nguyễn Văn Linh 67' - Nguyễn Trọng Tuấn 76' - Phùng Văn Nam 78' - Phạm Quốc Khánh 90' |

| Thể Công – Viettel                                                                                                  | 2–0      | Khánh Hòa                                  |
| --- | -------- | ------------------------------------------ |
| - Đoàn Thế Phong 36' - Huỳnh Kim Huy 40' 45+1' - Nguyễn Công Phương 60' - Vũ Đình Chiến 5' 60' - Hoàng Công Hậu 73' | Chi tiết | - Phạm Huỳnh Minh Đạt 15' - Hà Gia Bảo 80' |

| Sông Lam Nghệ An     | 0–1      | Thể Công – Viettel                            |
| -------------------- | -------- | --------------------------------------------- |
| - Phan Văn Thành 28' | Chi tiết | - Huỳnh Kim Huy 43' - Phạm Xuân Thắng 81' 88' |

| Khánh Hòa                                                                                             | 2–1      | Bình Phước                                                                            |
| --- | -------- | ------------------------------------------------------------------------------------- |
| - Nguyễn Minh Khoa 63' - Phạm Huỳnh Minh Đạt 40' 75' - Hoàng Vũ Anh Kiệt 56' - Võ Quốc Anh Khoa 90+1' | Chi tiết | - Trần Minh Toàn 14' - Hồ Văn Phú 18' - Nguyễn Tuấn Sang 82' - Nguyễn Hoàng Bá Vĩ 85' |

| Sông Lam Nghệ An                                                                        | 2–0      | Khánh Hòa                                                                |
| --------------------------------------------------------------------------------------- | -------- | ------------------------------------------------------------------------ |
| - Hoàng Minh Hợi 22' - Lê Đình Long Vũ 65' - Nguyễn Trọng Sơn 70' - Nguyễn Tấn Minh 90' | Chi tiết | - Trần Duy Hoàng 29' - Nguyễn Trung Trực 63' - Lê Nguyễn Quốc Kiên 90+3' |

| Bình Phước                   | 0–5      | Thể Công – Viettel |
| ---------------------------- | -------- | --- |
| - Nguyễn Đức Long 41' (l.n.) | Chi tiết | - Vũ Quốc Anh 9' - Đoàn Thế Phong 11' - Trần Hồng Kiên 59' - Vũ Đình Chiến 75' - Nguyễn Đức Độ 78' - Nguyễn Đăng Dương 79' |

### Xếp hạng các đội đứng thứ ba bảng đấu
| VT | Bg | Đội                | ST | T | H | B | BT | BB | HS | Đ | Giành quyền tham dự     |
| -- | -- | ------------------ | -- | - | - | - | -- | -- | -- | - | ----------------------- |
| 1  | B  | Đông Á Thanh Hóa   | 3  | 1 | 1 | 1 | 2  | 1  | +1 | 4 | Vòng đấu loại trực tiếp |
| 2  | A  | Becamex Bình Dương | 3  | 1 | 1 | 1 | 3  | 3  | 0  | 4 | Vòng đấu loại trực tiếp |
| 3  | C  | Khánh Hòa          | 3  | 1 | 0 | 2 | 2  | 5  | −3 | 3 |                         |

## Vòng đấu loại trực tiếp
Trong vòng đấu loại trực tiếp, loạt sút luân lưu được sử dụng để quyết định đội thắng nếu cần thiết. Sẽ không có hiệp phụ sau khi kết thúc 90 phút thi đấu chính thức.

### Sơ đồ
|  | Tứ kết                       | Tứ kết                   |                    |       | Bán kết | Bán kết |  |  | Chung kết | Chung kết |
|  |                              |                          |                    |       |         |         |  |  |           |           |
|  | 29 tháng 2 – Sân B           |                          |                    |       |         |         |  |  |           |           |
|  |                              |                          |                    |       |         |         |  |  |           |           |
|  | PVF                          | 1                        |                    |       |         |         |  |  |           |           |
|  | PVF                          | 1                        | 3 tháng 3 – Gò Đậu |       |         |         |  |  |           |           |
|  | Sông Lam Nghệ An             | 2                        |                    |       |         |         |  |  |           |           |
|  | Sông Lam Nghệ An             | 2                        | Sông Lam Nghệ An   | 1 (8) |         |         |  |  |           |           |
|  | 29 tháng 2 – Gò Đậu          |                          | Sông Lam Nghệ An   | 1 (8) |         |         |  |  |           |           |
|  |                              | Hà Nội (p)               | 1 (9)              |       |         |         |  |  |           |           |
|  | Hà Nội                       | Hà Nội (p)               | 1 (9)              | 3     |         |         |  |  |           |           |
|  | Hà Nội                       |                          | 5 tháng 3 – Gò Đậu | 3     |         |         |  |  |           |           |
|  | Becamex Bình Dương           | 1                        |                    |       |         |         |  |  |           |           |
|  | Becamex Bình Dương           | 1                        | Hà Nội (p)         | 0 (4) |         |         |  |  |           |           |
|  | 1 tháng 3 – Sân B            |                          | Hà Nội (p)         | 0 (4) |         |         |  |  |           |           |
|  |                              | Thể Công – Viettel       | 0 (2)              |       |         |         |  |  |           |           |
|  | Thể Công – Viettel           | Thể Công – Viettel       | 0 (2)              | 2     |         |         |  |  |           |           |
|  | Thể Công – Viettel           | 3 tháng 3 – Gò Đậu       |                    | 2     |         |         |  |  |           |           |
|  | Đông Á Thanh Hóa             | 0                        |                    |       |         |         |  |  |           |           |
|  | Đông Á Thanh Hóa             | 0                        | Thể Công – Viettel | 1     |         |         |  |  |           |           |
|  | 1 tháng 3 – Sân B            |                          | Thể Công – Viettel | 1     |         |         |  |  |           |           |
|  |                              | LPBank Hoàng Anh Gia Lai | 0                  |       |         |         |  |  |           |           |
|  | Huế                          | LPBank Hoàng Anh Gia Lai | 0                  | 0 (7) |         |         |  |  |           |           |
|  | Huế                          |                          |                    | 0 (7) |         |         |  |  |           |           |
|  | LPBank Hoàng Anh Gia Lai (p) | 0 (8)                    |                    |       |         |         |  |  |           |           |
|  | LPBank Hoàng Anh Gia Lai (p) | 0 (8)                    |                    |       |         |         |  |  |           |           |

### Tứ kết
| PVF                                        | 1–2      | Sông Lam Nghệ An |
| ------------------------------------------ | -------- | --- |
| - Nguyễn Hoàng Anh 21' - Trịnh Long Vũ 66' | Chi tiết | - Nguyễn Quang Vinh 11' - Nguyễn Tấn Minh 56' 58' - Phan Văn Thành 73' - Hoàng Minh Hợi 81' - Nguyễn Mai Hoàng 86' - Vương Quốc Dũng 90+5' |

| Hà Nội                                                                                      | 3–1                                       | Becamex Bình Dương                                                     |
| ------------------------------------------------------------------------------------------- | ----------------------------------------- | ---------------------------------------------------------------------- |
| - Nguyễn Thiên Phú 11' - Hồ Long Nhật 60' - Nguyễn Hữu Hoàn 73' - Dương Đình Nguyên 83' 85' | Chi tiết FPT Play & VFF Channel (Youtube) | - Nguyễn Hữu Hoài Phong 53' - Nguyễn Gia Đoàn 63' - Lâm Trần Lê Vĩ 79' |

| Thể Công – Viettel | 2–0                                       | Đông Á Thanh Hóa                        |
| --- | ----------------------------------------- | --------------------------------------- |
| - Nguyễn Huy Hoàng (TLHLV) 39' - Nguyễn Hải Biên (TĐ) 39' - Tiêu Trung Hiếu 41' - Phạm Tuấn Anh 45+2' - Lương Anh Chiến 59' - Nguyễn Hoàng Nam 67' - Nguyễn Đăng Dương 79' 90+4' | Chi tiết FPT Play & VFF Channel (Youtube) | - Hoàng Anh Tú 25' - Nikita (TLHLV) 67' |

| Huế | 0–0                                       | LPBank Hoàng Anh Gia Lai                                                                          |
| --- | ----------------------------------------- | ------------------------------------------------------------------------------------------------- |
| - Trần Văn Đông 32' - Lê Xuân Đăng 82'                                                                      | Chi tiết FPT Play & VFF Channel (Youtube) |                                                                                                   |
| Loạt sút luân lưu                                                                                           |                                           |                                                                                                   |
| - Đình Thượng - Văn Đông - Quang Dũng - Anh Vũ - Thành Thảo - Xuân Đăng - Đăng Khoa - Tuấn Khải - Trọng Tín | 7–8                                       | - Minh Tiến - Minh Tâm - Nhất Minh - K'Vương - Môi Sê - Hải Long - Tiến Nam - Thế Chung - Gia Bảo |

### Bán kết
| Sông Lam Nghệ An                                                                                                 | 1–1      | Hà Nội |
| --- | -------- | --- |
| - Phùng Văn Nam 36'                                                                                              | Chi tiết | - Dương Đình Nguyên 22'                                                                                                 |
| Loạt sút luân lưu                                                                                                |          | |
| - Quang Vinh - Văn Tuyển - Thanh Đức - Long Vũ - Mai Hoàng - Quốc Hòa - Văn Linh - Văn Nam - Văn Tâm - Quang Huy | 9–10     | - Cảnh Tài - Minh Quân - Long Nhật - Anh Tuấn - Thành Đạt - Anh Tiệp - Hữu Trường - Xuân Toàn - Đình Nguyên - Long Nhật |

| Thể Công – Viettel    | 1–0      | LPBank Hoàng Anh Gia Lai |
| --------------------- | -------- | ------------------------ |
| - Đặng Thanh Bình 22' | Chi tiết |                          |

### Chung kết
| Hà Nội                                                   | 0–0      | Thể Công – Viettel                                 |
| -------------------------------------------------------- | -------- | -------------------------------------------------- |
|                                                          | Chi tiết |                                                    |
| Loạt sút luân lưu                                        |          |                                                    |
| - Cảnh Tài - Minh Quân - Anh Tuấn - Long Nhật - Anh Tiệp | 4–2      | - Tuấn Anh - Đăng Dương - Công Phương - Thanh Bình |

## Thống kê

### Vô địch
| Vô địch Giải bóng đá Vô địch U-19 Quốc gia 2024 |
| ----------------------------------------------- |
| Hà Nội Lần thứ 7                                |

### Các giải thưởng
Các giải thưởng sau đây đã được trao sau khi giải đấu kết thúc:
| Vua phá lưới           | Cầu thủ xuất sắc nhất      | Thủ môn xuất sắc nhất    | Giải phong cách          |
| ---------------------- | -------------------------- | ------------------------ | ------------------------ |
| Nguyễn Đăng Khoa (Huế) | Dương Đình Nguyên (Hà Nội) | Nguyễn Đình Hải (Hà Nội) | LPBank Hoàng Anh Gia Lai |

### Cầu thủ ghi bàn
Đã có 53 bàn thắng ghi được trong 25 trận đấu, trung bình 2.12 bàn thắng mỗi trận đấu.
3 bàn thắng
- Nguyễn Đăng Khoa (Huế)
- Phùng Văn Nam (Sông Lam Nghệ An)
- Dương Đình Nguyên (Hà Nội)

2 bàn thắng
- Trần Gia Bảo (LPBank Hoàng Anh Gia Lai)
- Huỳnh Kim Huy (Thể Công – Viettel)
- Đoàn Thế Phong (Thể Công – Viettel)
- Nguyễn Đăng Dương (Thể Công – Viettel)
- Lê Đình Long Vũ (Sông Lam Nghệ An)
- Đỗ Minh Thuận (Becamex Bình Dương)
- Nguyễn Hoàng Anh (PVF)

1 bàn thắng
- Lương Gia Thành (Becamex Bình Dương)
- Nguyễn Hữu Hoài Phong (Becamex Bình Dương)
- Nguyễn Văn Bách (PVF)
- Lê Thắng Long (PVF)
- Khúc Trung Hiếu (PVF)
- Đoàn Huy Long (PVF)
- Đào Quang Anh (PVF)
- Lê Trí Phong (Hà Nội)
- Đoàn Phú Quý (Hà Nội)
- Đỗ Thành Đạt (Hà Nội)
- Nguyễn Quốc Khánh (Hà Nội)
- Nguyễn Thiên Phú (Hà Nội)
- Hồ Long Nhật (Hà Nội)
- Nguyễn Minh Tâm (LPBank Hoàng Anh Gia Lai)
- Nguyễn Bảo Đức (LPBank Hoàng Anh Gia Lai)
- Lê Quang Vinh (Đông Á Thanh Hóa)
- Lê Văn Hoàn (Đông Á Thanh Hóa)
- Phạm Quốc Khánh (Sông Lam Nghệ An)
- Nguyễn Trọng Sơn (Sông Lam Nghệ An)
- Nguyễn Quang Vinh (Sông Lam Nghệ An)
- Nguyễn Tấn Minh (Sông Lam Nghệ An)
- Trần Hồng Kiên (Thể Công – Viettel)
- Phạm Tuấn Anh (Thể Công – Viettel)
- Nguyễn Đức Độ (Thể Công – Viettel)
- Đặng Thanh Bình (Thể Công – Viettel)
- Lê Huỳnh Triệu (Đồng Tháp)
- Đoàn Quốc Huy (Đồng Tháp)
- Dương Anh Vũ (Huế)
- Lê Văn Tú (Huế)
- Nguyễn Hữu Nhật Long (Huế)
- Nguyễn Minh Khoa (Khánh Hòa)
- Phạm Huỳnh Minh Đạt (Khánh Hòa)
- Nguyễn Hoàng Bá Vĩ (Bình Phước)

### Kỷ luật
Một cầu thủ tự động bị treo giò trong trận đấu tiếp theo nếu phải nhận một trong các hình phạt sau:
- Nhận 1 thẻ đỏ (thời gian treo giò vì thẻ đỏ có thể nhiều hơn nếu là lỗi vi phạm nghiêm trọng)
- Nhận 2 thẻ vàng trong 2 trận đấu khác nhau; thẻ vàng bị xóa sau giai đoạn của giải mà cầu thủ đó nhận thẻ vàng (điều này không được áp dụng đến bất kỳ trận đấu quốc tế nào khác trong tương lai)

| Cầu thủ                              | Vi phạm | Đình chỉ                                                     |
| ------------------------------------ | --- | ------------------------------------------------------------ |
| Đỗ Minh Quân (Hà Nội)                | trong trận đấu bảng B v LPBank Hoàng Anh Gia Lai (lượt trận 1; 22 tháng 2 năm 2024)                                                            | Bảng B v Đông Á Thanh Hóa (lượt trận 2; 24 tháng 2 năm 2024) |
| Trần Phan Anh Tú (Bình Phước)        | trong trận đấu bảng C v Sông Lam Nghệ An (lượt trận 1; 22 tháng 2 năm 2024)                                                                    | Bảng C v Khánh Hòa (lượt trận 2; 24 tháng 2 năm 2024)        |
| Vũ Đình Chiến (Thể Công – Viettel)   | trong trận đấu bảng C v Khánh Hòa (lượt trận 1; 22 tháng 2 năm 2024)                                                                           | Bảng C v Sông Lam Nghệ An (lượt trận 2; 24 tháng 2 năm 2024) |
| Thạch Nguyễn Hoàng Hùng (Đồng Tháp)  | trong trận đấu bảng A v Becamex Bình Dương (lượt trận 1; 21 tháng 2 năm 2024) · trong trận đấu bảng A v PVF (lượt trận 2; 23 tháng 2 năm 2024) | Bảng A v Huế (lượt trận 3; 25 tháng 2 năm 2024)              |
| Phạm Ngọc Thành Thảo (Huế)           | trong trận đấu Bảng A v Becamex Bình Dương (lượt trận 2; 23 tháng 2 năm 2024)                                                                  | Bảng A v Huế (lượt trận 3; 25 tháng 2 năm 2024)              |
| Phạm Xuân Thắng (Thể Công – Viettel) | trong trận đấu Bảng C v Sông Lam Nghệ An (lượt trận 2; 24 tháng 2 năm 2024)                                                                    | Bảng C v Bình Phước (lượt trận 3; 26 tháng 2 năm 2024)       |
| Phạm Huỳnh Minh Đạt (Khánh Hòa)      | trong trận đấu bảng C v Khánh Hòa (lượt trận 1; 22 tháng 2 năm 2024) · trong trận đấu Bảng C v Khánh Hòa (lượt trận 2; 24 tháng 2 năm 2024)    | Bảng C v Sông Lam Nghệ An (lượt trận 3; 26 tháng 2 năm 2024) |
| Đỗ Minh Thuận (Becamex Bình Dương)   | trong trận đấu bảng A v Becamex Bình Dương (lượt trận 1; 21 tháng 2 năm 2024) · trong trận đấu bảng A v PVF (lượt trận 3; 25 tháng 2 năm 2024) | Tứ kết v Hà Nội (Tứ kết; 29 tháng 2 năm 2024)                |
| Lê Quang Vinh (Đông Á Thanh Hóa)     | Bảng B v Hà Nội (lượt trận 2; 24 tháng 2 năm 2024) · Bảng B v LPBank Hoàng Anh Gia Lai (lượt trận 3; 26 tháng 2 năm 2024)                      | Tứ kết v Thể Công - Viettel (Tứ kết; 01 tháng 3 năm 2024)    |

### Bảng xếp hạng chung cuộc
Theo quy ước thống kê trong bóng đá, các trận đấu được quyết định theo loạt sút luân lưu được tính là trận hòa.

| VT | Đội                      | ST | T | H | B | BT | BB | HS  | Đ  | Kết quả chung cuộc  |
| -- | ------------------------ | -- | - | - | - | -- | -- | --- | -- | ------------------- |
| 1  | Hà Nội                   | 6  | 3 | 3 | 0 | 8  | 3  | +5  | 12 | Vô địch             |
| 2  | Thể Công – Viettel       | 6  | 5 | 1 | 0 | 11 | 0  | +11 | 16 | Á quân              |
| 3  | Sông Lam Nghệ An         | 5  | 3 | 1 | 1 | 8  | 3  | +5  | 10 | Đồng Hạng ba        |
| 4  | LPBank Hoàng Anh Gia Lai | 5  | 1 | 3 | 1 | 4  | 2  | +2  | 6  | Đồng Hạng ba        |
|    |                          |    |   |   |   |    |    |     |    |                     |
| 5  | Huế                      | 4  | 2 | 1 | 1 | 6  | 2  | +4  | 7  | Bị loại ở tứ kết    |
| 6  | PVF                      | 4  | 2 | 1 | 1 | 7  | 5  | +2  | 7  | Bị loại ở tứ kết    |
| 7  | Đông Á Thanh Hóa         | 4  | 1 | 1 | 2 | 2  | 3  | −1  | 4  | Bị loại ở tứ kết    |
| 8  | Becamex Bình Dương (H)   | 4  | 1 | 1 | 2 | 4  | 6  | −2  | 4  | Bị loại ở tứ kết    |
|    |                          |    |   |   |   |    |    |     |    |                     |
| 9  | Khánh Hòa                | 3  | 1 | 0 | 2 | 2  | 5  | −3  | 3  | Bị loại ở vòng bảng |
| 10 | Đồng Tháp                | 3  | 0 | 0 | 3 | 2  | 9  | −7  | 0  | Bị loại ở vòng bảng |
| 11 | Phú Yên                  | 3  | 0 | 0 | 3 | 0  | 7  | −7  | 0  | Bị loại ở vòng bảng |
| 12 | Bình Phước               | 3  | 0 | 0 | 3 | 1  | 10 | −9  | 0  | Bị loại ở vòng bảng |